# Elektrochemische Kinetik
Die elektrochemische Kinetik beschreibt, wie schnell elektrochemische Prozesse ablaufen und ist damit ein Teilgebiet der Elektrochemie und der Kinetik. Da die Prozesse an den Elektroden mit einem elektrischen Strom und mit einer Spannung zwischen den Elektroden verknüpft sind, sind typische Fragen der elektrochemischen Kinetik:
- „Wie groß sind die Ströme durch eine elektrochemische Zelle für gegebene Spannungen?“
- oder umgekehrt: „Welche Spannung wird für eine bestimmte Stromstärke benötigt?“

Diese Fragen sind z. B. in der Galvanotechnik oder allgemein bei der Elektrolyse relevant.
Für galvanische Zellen behandelt die elektrochemische Kinetik analog dazu die Fragen nach der Stromstärke oder der Spannung während des Betriebes einer Batterie (Entladen) bzw. eines Akkumulators (Laden oder Entladen).
Die Ruhespannung einer Zelle wird dagegen nicht in der elektrochemischen Kinetik behandelt, sondern von der elektrochemischen Thermodynamik im Rahmen der Nernstgleichung bestimmt.

## Zentrale Begriffe und Gleichungen
Wichtige Begriffe der elektrochemischen Kinetik sind die Überspannung, d. h. die Abweichung vom Gleichgewichtspotential, und die Stromdichte j, d. h. die gemessene Stromstärke I geteilt durch die Elektrodenfläche A:
{\displaystyle j={\frac {I}{A}}}
Unter dem Ladungsdurchtritt versteht man den Fluss von elektrischer Ladung über die Phasengrenze Elektrode/Elektrolyt hinweg. Dabei werden Elektronen übertragen – etwa
- aus der Elektrode in den Elektrolyten (dort erfolgt dann eine Reduktionsreaktion) oder
- umgekehrt aus dem Elektrolyten (in dem mindestens ein Bestandteil oxidiert wird) in die Elektrode.

Auch Metallionen können reduziert und als Metallatom an die Elektrode gebunden werden, oder umgekehrt kann ein Metallatom als Ion bei der Oxidation in Lösung gehen.
Die Reaktionsgeschwindigkeit und damit die Stromdichte hängt sowohl vom Ladungsdurchtritt als auch vom Transport der Ladungen in der Lösung ab.

Stromdichte j gemäß der Butler-Volmer-Gleichung sowie die beiden Beiträge, die sich zu j addieren (Index a: anodisch, Index k: kathodisch).
Die blaue Formel ist nicht korrekt, die korrekte Version ist hier zu sehen, gem. Diskussion:Butler-Volmer-Gleichung.

Ein zentrales Ergebnis der elektrochemischen Kinetik ist die Butler-Volmer-Gleichung, die die Abhängigkeit der Stromdichte von der Überspannung beschreibt. Nach ihr hängen die Ströme an einer Elektrode für einen gegebenen Elektrodenprozess exponentiell vom Potential ab, wenn der Ladungsdurchtritt die Stromstärke bestimmt.
Für nicht zu kleine Ströme kann statt der Butler-Volmer-Gleichung die näherungsweise gültige Tafel-Gleichung genutzt werden.
Zusätzlich zur Überspannung, die durch den Ladungsdurchtritt verursacht wird, kommen in einer Zelle noch Überspannungen durch die Transportprozesse dazu, die zu einer Konzentrationsüberspannung führen können. Manchmal sind auch chemische Reaktionen, Kristallisations- oder Adsorptionsprozesse geschwindigkeitsbestimmend.
Wie in der chemischen Kinetik können auch viele Reaktionen der elektrochemische Kinetik durch Katalysatoren beeinflusst werden. Man spricht dann von Elektrokatalyse.

## Historisches
Julius Tafel veröffentlichte 1905 seine Untersuchung über die Wasserstoffentwicklung.
Die Butler-Volmer-Gleichung in der heute bekannten Form wurde zuerst 1930 von Tibor Erdey-Grúz und Max Volmer veröffentlicht. John Alfred Valentine Butler publizierte sie 1932.
In diesem Jahr begann auch Alexander Frumkin mit seinen umfangreichen Studien zur elektrochemischen Kinetik. 1952 veröffentlichte er mit „Kinetik von Elektrodenprozessen“ (Кинетика электродных процессов, Kinetika ėlektrodnych processov) das erste Lehrbuch des Fachgebiets.
Klaus J. Vetter veröffentlichte 1961 sein Buch „Elektrochemische Kinetik“; es erschien 1967 in übersetzten und erweiterten englischen und russischen Ausgaben. Wolfgang Forker publizierte 1966 (2. bearbeitete Auflage 1989) ein weiteres Buch mit demselben Titel. Mit diesen Monographien erreichte der Ausbau dieses Fachgebiets einen Höhepunkt und vorläufigen Abschluss.
Rudolph Marcus veröffentlichte ab 1956 seine Theorie der Elektronenübertragung in Lösung und erweiterte diese später auch auf Elektrodenreaktionen. 1965 veröffentlichte er eine vereinheitlichte Theorie beider Fälle. Im Jahr 1992 erhielt er dafür den Nobelpreis für Chemie.